# 兪成哲
兪成哲（ユ・ソンチョル、ロシア語: Ю Сен Чер、朝鮮語:유 성철、1917年 - 1996年）は、ソ連・北朝鮮の軍人。朝鮮人民軍の中将。ソ連派。朝鮮戦争時、朝鮮人民軍の第一副総参謀長/作戦局長を務め、南侵命令を下達した。ロシア名はボリス・パヴロヴィチ・ユ（ロシア語: Борис Павлович Ю）

## 経歴
沿海地方スイフンスキー地区チャピゴウ村（現クロウノフカ）出身。兪仁俊の次男として生まれた。父・仁俊は遊び人癖があり、家族の面倒を見なかったので、母は兄の成勲に教育を受けさせるため、父と別れてウラジオストクに移っていった。兪成哲はスイフンスキーの小学校を卒業した後、体が弱いために学業を中断していたが、中学校課程を教えるウラジオストク朝鮮師範大学付属労働学院に入学した。当時は何度も療養するほど体が優れなかったが、性格は大人しく、作文の上手い少年であったという。労働学院を2年で中退した後は「センボン」（Сэнбон、先鋒）紙の文選工として働いた。
1937年、スターリンの強制移住政策により中央アジアのカザフスタン共和国に移された。この強制移住で在ソ朝鮮人は言語に絶する苦難を味わったが、兪とその家族は、兪が新聞社で働いていたことから特別待遇を受け、カザフスタンに移住することができた。しばらくカザフスタンに定着していたが、1938年に兄がタシケントの朝鮮族国営農場の中学校校長に赴任したのに従ってタシケントに引っ越した。教師職に興味のあった兪は、1年課程のロシア語教員講習所に入学。講習所を修了後は兄のいた中学校に就職した。
1941年、赤軍に召集され、同年9月にソ連軍最高司令部直属の偵察学校に他の朝鮮人青年16人と共に入学。この学校は朝鮮人以外にドイツ人や中国人なども諜報員教育を施し、該当地域に浸透させていたため、お互いのことがよくわからないほど秘密裏に運用されていた。兪は15か月間、読図法、無電術、写真撮影術、朝鮮経済地理などの専門的なスパイ教育を受けた。1942年12月にソ連軍偵察学校（第2期）を卒業し、極東ソ連軍に配属された。兪と朝鮮人16人は少尉階級を与えられた後にウラジオストック付近の極東軍偵察隊に配属され、1943年に朝鮮国内にスパイとして潜入。工作に失敗して帰還すると、9月から第88独立狙撃旅団経理中隊に配属され、金日成のロシア語通訳となった。
1945年9月、第88旅団隊員と共にソ連軍船のプガチョフ号に乗船して9月19日に元山港に入港。
1945年10月、平安南道警備司令官ムルジン大佐の通訳。1946年7月、中央保安幹部学校戦術学部長（中佐）。1948年、中央保安幹部学校軍事副校長（大佐）。同年9月、民族保衛省作戦局長。1948年～1958年、朝鮮人民軍第一副総参謀長/作戦局長、中将。

兪成哲は、高麗日報に掲載された回想録『血の海の秘話』（朝鮮語: 피바다의 비화）の中で次のように述べている。
1950年3月、金日成はスターリンを訪問して秘密裏に会談を持ったが、ここに6・25同族相惨の作戦が開始されたのだった。6・25戦争の作戦計画は、民族保衛省作戦局の一室で約一ヶ月間、極秘裏に作成された。この作戦は、総参謀長姜健、砲兵司令官金奉律、同参謀長鄭学俊、工兵局長朴吉南、通信局長李ヨンイン（ママ、李宗仁）、空軍司令官（ママ、海軍司令官）韓一武、海軍参謀長金元武、兵器局長徐ヨンソン、後方局長鄭穆、偵察局長崔遠、作戦局長兪成哲、同副局長尹相烈らの直接的な参加の下で作成された。
1950年6月25日、南侵開始の合図となるロケット弾の発射命令を下達した。1950年7月、姜健が戦死すると、中将に昇進し、総参謀長代理に任命された。1951年7月、総参謀長南日が休戦会談に出席すると、再び総参謀長代理に就任。1956年半ばから1958年9月まで、ソ連軍参謀本部軍事アカデミーに留学。
帰国後、思想検討委員会に自己批判を要求されたが拒否したため、思想調査を受け、作戦局長と中将の階級を剥奪され、住居も取り上げられた。粛清の危機を感じた兪は、党に「ソ連に戻って暮らす」という嘆願書を送り、これが許可され、1959年12月、ソ連に帰国した。
ソ連帰国後、年金生活に入り、タシケントで暮らした。1996年に死去。

## パーソナル
北朝鮮の国旗勲章（第1級、第2級、第3級）、自由独立勲章（第1級2個、第2級）、モンゴルの赤旗勲章を受章。

## 参考
- 東亜日報,韓国日報 編 著、黄民基 訳『金日成 その衝撃の実像』講談社、1992年。ISBN 4-06-205863-4。
- 和田春樹『金日成と満州抗日戦争』平凡社、1992年。ISBN 4-58-245603-0。
- 赤木完爾 編『朝鮮戦争 休戦50周年の検証・半島の内と外から』慶應義塾大学出版会、2003年。ISBN 4-7664-1038-6。
- 金賛汀『北朝鮮建国神話の崩壊 金日成と「特別狙撃旅団」』筑摩書房、2012年。ISBN 978-4-48-001542-6。
- Д.В. Шин Б.Д. Пак В.В. Цой. “СОВЕТСКИЕ КОРЕЙЦЫ на фронтах Великой Отечественной войны 1941–1945 гг” (PDF).  ロシア科学アカデミー東洋学研究所. p. 595-599. 2019年1月2日閲覧。
- 장학봉 외『북조선을 만든 고려인 이야기』경인문화사、2006年。ISBN 8949904179。